# Фонология португальского языка
Первое описание фонетической системы португальского языка было опубликовано в 1883 году на французском языке португальским фонологом Анисету дуж Рейшем Гонсалвешем Вианой (Aniceto dos Reis Gonçalves Viana, 1840—1914). По мнению Марии Елены Миры Матеуш (Maria Helena Mira Mateus), эта статья и последовавшие за ней другие работы того же автора и в наши дни сохраняют свою неоспоримую значимость для познания фонологической системы португальского языка. Отталкиваясь от примеров фонетической транскрипции из фундаментальной статьи первого португальского фонолога представляется возможным проследить изменения обозначений фонем, например, безударного гласного «е»: [e̥] у Гонсалвеша Вианы, [ə] у Е. Г. Голубевой и в пособии М. М. Мазняк и Е. С. Николаевой; /ɨ/ и [ɨ] у Жуана Велозу (João Veloso)); или [ɯ], используемым М. Круш-Феррейрой в наше время. Другие фонетические символы также испытали значительные изменения, например: [ž] > [ʒ]; [š] > [ʃ].
Мария Елена Мира Матеуш и Эрнешту д’Андраде Пардал (Ernesto d’Andrade Pardal) использовали в своих работах идеи формалистов Ноама Хомского и Мориса Халле. Первой работой по фонетике португальского языка в СССР стало пособие Е. Г. Голубевой (1981). В современной России вышло обновлённое пособие М. М. Мазняк и Е. С. Николаевой (2013).

## Гласные

Гласные монофтонги в лиссабонском произношении по данным М. Круш-Феррейры

Гласные монофтонги бразильского произношения штата Сан-Паулу по данным Барбозы и Албану

Среди романских языков португальский отличается фонологическим богатством, привносимым носовыми гласными, носовыми дифтонгами и трифтонгами.
Гонсалвеш Виана уже на первой странице своего труда отметил значимость оппозиций открытых и закрытых ударных гласных португальского языка. На письме, в отличие от французского языка (во французском акут означает закрытость /e/, а циркумфекс - открытость у /ɛ/ и закрытость у /o/), их закрытость обозначается сиркумфлексом, а открытость — акутом. Типичные примеры смыслоразличительных оппозиций открытых/закрытых ударных и безударных/ударных гласных:
- avó ['ɐvɔ] бабушка >< avô ['ɐvo] дедушка
- para [pɐɹɐ] для >< pára ['paɹɐ] он/она останавливается

Согласно правилам орфографии, сиркумфлекс или акут не всегда ставятся в качестве диакритического знака над ударными гласными:
- sede ['sɛdə] / ['sɛdɨ] (ударное «е» открытое) резиденция, штаб-квартира
- sede ['sedə] / ['sedɨ] (ударное «е» закрытое) жажда[12].

Особенностью португальского языка является редукция безударных гласных. При этом носовые гласные в безударной позиции не редуцируются и произносятся как закрытые носовые звуки. Продолжает обсуждаться проблема классификации [ɨ]. В Бразилии этот звук зафиксирован только в одном штате.

## Согласные
Фонетический инвентарь согласных европейского варианта португальского языка отображён по данным М. Круш-Феррейры:
| Способ образования        | Место образования | Место образования | Место образования | Место образования | Место образования | Место образования | Место образования | Место образования | Место образования         | Место образования         | Место образования | Место образования | Место образования | Место образования | Место образования |
| Способ образования        | Губные            | Губные            | Губные            | Губные            | Переднеязчные     | Переднеязчные     | Переднеязчные     | Переднеязчные     | Переднеязчные             | Переднеязчные             | Переднеязчные     | Дорсальные        | Дорсальные        | Дорсальные        | Дорсальные        |
| Способ образования        | Губно-губные      | Губно-губные      | Губно-зубные      | Губно-зубные      | Зубные            | Зубные            | Альвеолярные      | Альвеолярные      | Постальвеолярные спиранты | Постальвеолярные спиранты | Палатальные       | Палатальные       | Велярные          | Велярные          | Увулярные         |
| ------------------------- | ----------------- | ----------------- | ----------------- | ----------------- | ----------------- | ----------------- | ----------------- | ----------------- | ------------------------- | ------------------------- | ----------------- | ----------------- | ----------------- | ----------------- | ----------------- |
| Взрывные                  | [p]               | [b]               |                   |                   | [t]               | [d]               |                   |                   |                           |                           |                   |                   | [k]               | [ɡ]               |                   |
| Носовые                   | [m]               | [m]               |                   |                   | [n]               | [n]               |                   |                   |                           |                           | [ɲ]               | [ɲ]               |                   |                   |                   |
| Щелевые                   |                   |                   | [f]               | [v]               |                   |                   | [s]               | [z]               | [ʃ]                       | [ʒ]                       |                   |                   |                   |                   | [ʁ]               |
| Тэп (порт. Tepe)          |                   |                   |                   |                   |                   |                   | [ɾ]               | [ɾ]               |                           |                           |                   |                   |                   |                   |                   |
| Латеральные Аппроксиманты |                   |                   |                   |                   | [l]               | [l]               |                   |                   |                           |                           | [ʎ]               | [ʎ]               |                   |                   |                   |

Бразильский вариант португальского языка включает несколько региональных диалектов, границы которых примерно совпадают с границами федеральных штатов. В свою очередь каждый такой диалект подразделяется на подкатегории: городскую и деревенскую. В некоторых позициях инвентарь согласных бразильского варианта португальского языка значительно отличается от европейского варианта. Таблица ниже содержит фонетические обозначения согласных бразильского варианта португальского языка согласно данным Барбозы & Албану, составленных на базе опроса студентки в возрасте 21 года из университета Кампинаса из региона Сан-Паулу, которые иллюстрируют положение в данном городском диалектном регионе, но не во всей Бразилии:
|                           | Губно-губные | Губно-губные | Губно-зубные | Губно-зубные | Зубные | Зубные | Альвеолярные | Альвеолярные | Постальвеолярные спиранты | Постальвеолярные спиранты | Палатальные | Палатальные | Велярные | Велярные |
| ------------------------- | ------------ | ------------ | ------------ | ------------ | ------ | ------ | ------------ | ------------ | ------------------------- | ------------------------- | ----------- | ----------- | -------- | -------- |
| Взрывные                  | [p]          | [b]          |              |              | [t]    | [d]    |              |              |                           |                           |             |             | [k]      | [ɡ]      |
| Аффрикаты                 |              |              |              |              | [t͡ʃ]   | [d͡ʒ]   |              |              |                           |                           |             |             |          |          |
| Носовые                   | [m]          | [m]          |              |              | [n]    | [n]    |              |              |                           |                           | [ɲ]         | [ɲ]         |          |          |
| Тэп (порт. Tepe)          |              |              |              |              |        |        | [ɾ]          | [ɾ]          |                           |                           |             |             |          |          |
| Щелевые                   |              |              | [f]          | [v]          |        |        | [s]          | [z]          | [ʃ]                       | [ʒ]                       |             |             | [ɣ]      | [ɣ]      |
| Латеральные Аппроксиманты |              |              |              |              |        |        | [l]          | [l]          |                           |                           | [ʎ]         | [ʎ]         |          |          |

Ниже в сводной таблице приводятся примеры фонетических обозначений европейского и бразильского вариантов португальского языка в том виде, как они указаны в источниках. В пособии М. М. Мазняк и Е. С. Николаевой за одним исключением (отсутствует двуударный [r] carro) воспроизводится таблица фонетических обозначений Е. Г. Голубевой. Голубева и Круш-Феррейра использовали данные лиссабонской произносительной нормы, так что произношение Коимбры и Севера Португалии отражено не было.
| МФА  | pt-pt Голубева           | pt-pt Круш-Феррейра          | pt-br Барбоза & Албану            |
| ---- | ------------------------ | ---------------------------- | --------------------------------- |
| [p]  | [pɔ] pó пыль             | ['patu] pato селезень        | ['patɐ] pata лапа                 |
| [b]  | [boj] boi бык            | ['batu] bato я ударяю        | ['batɐ] bata бей!                 |
| [t]  | [teɹ] ter иметь          | ['tatu] tacto такт           | ['tatɐ] tata жилище вождя         |
| [tʃ͡] |                          |                              | ['ʧitɐ] Tita Чита (имя)           |
| [d]  | [daɹ] dar давать         | ['datu] dato я датирую       | ['datɐ] data дата                 |
| [dʒ] |                          |                              | ['dʒitɐ] dita сказанная           |
| [k]  | [koɹ] cor цвет           | ['katu] cacto кактус         | ['katɐ] cata он/она ищет          |
| [g]  | ['gotɐ] gota капля       | ['gatu] gato кот             | ['gatɐ] gata кошка                |
| [f]  | [fɛ] fé вера             | ['fatu] fato костюм          | ['fakɐ] faca нож                  |
| [v]  | [ve] vê он/она видит     | ['viɲɐ] vinha виноградник    | ['vakɐ] vaca корова               |
| [s]  | [sɔ] só только           | ['kasu] caço я охочусь       | ['sakɐ] saca мешок                |
| [z]  | ['zɛɹu] zero ноль        | ['kazu] caso я женюсь        | ['zakɐ] zaca буддийский священник |
| [ʃ]  | [ša] chá чай             | ['ʃatu] chato плоский        | ['ʃagɐ] chaga рана                |
| [ʒ]  | [ža] já уже              | ['ʒatu] jacto струя          | ['ʒakɐ] jaca джекфрут             |
| [m]  | [ma] má плохая           | ['matu] mato я убиваю        | ['matɐ] mata лес                  |
| [n]  | [nɔ] nó узел             | ['natu] nato рождённый       | ['natɐ] nata сливки               |
| [ŋ]  | ['tɐ̰ŋgu] tango танго     |                              |                                   |
| [ɲ]  | ['uɲɐ] unha ноготь       | ['piɲɐ] pinha сосновая шишка | ['gɐ͂ɲʊ] ganho прибыль             |
| [l]  | ['luɐ] lua луна          | ['liɲɐ] linha линия          | ['galʊ] galo петух                |
| ɫ    | [mɑɫ] mal зло            |                              |                                   |
| [ʎ]  | [λə] lhe ему             | ['piʎɐ] pilha батарейка      | ['gaʎʊ] galho ветка               |
| [ɾ]  | [aɹ] ar воздух           | ['piɾɐ] pira испытание       | ['kaɾʊ] caro дорогой              |
| [ʁ]  | ['kaRu] carro автомобиль | ['ʁatu] rato мышь            | ['kaɣʊ] carro автомобиль          |

## Произношение взрывных согласных в конце слога
В ряду романских языков португальский выделяется своеобразной произносительной трактовкой взрывных согласных в конце слогов и слов вообще. Последнее касается в первую очередь последней волны заимствoваний-англицизмов ввиду тяготения исконной лексики к вокалистическому исходу (исключение составляет только стойко сохраняющийся маркёр множественного числа на -s). Как следствие этой тенденции в устной речи, но не на письме, к взрывным согласным в конце слога добавляется так называемая воображаемая -i (порт.: -i imaginaria).

## Комментарии
1. ↑  Реформа орфографии упразднила использование сиркумфлекса или акута в таких формах, как vôo — полёт, pêlo — шерсть, pára — он/она останавливается, увеличив количество омографов в языке.